# Lithographie en immersion
La lithographie en immersion est une technique de gravure de plaques de microprocesseurs, dans un bain aqueux clair, inventé au sein de la société TSMC.
Ce procédé assure une meilleure fiabilité de la gravure, et donc un taux de déchets moins élevé. Elle permet la production de composants de très petite taille.